# Spiroctenus marleyi
Spiroctenus marleyi là một loài nhện trong họ Nemesiidae.
Spiroctenus marleyi được miêu tả năm 1919 bởi Hewitt.